# وادي لجب
وادي لجب هو أحد الأودية الواقعة في منطقة جازان جنوب غربي السعودية، وهو عبارة عن صدع وانكسار في الجزء الشرقي من جبل القهر (زهوان) التابع لمحافظة الريث، على بعد 150 كيلومتراً شمال شرق مدينة جيزان.
كما يقع الوادي ضمن نطاق محمية الإمام فيصل بن تركي الملكية.

## تاريخياً

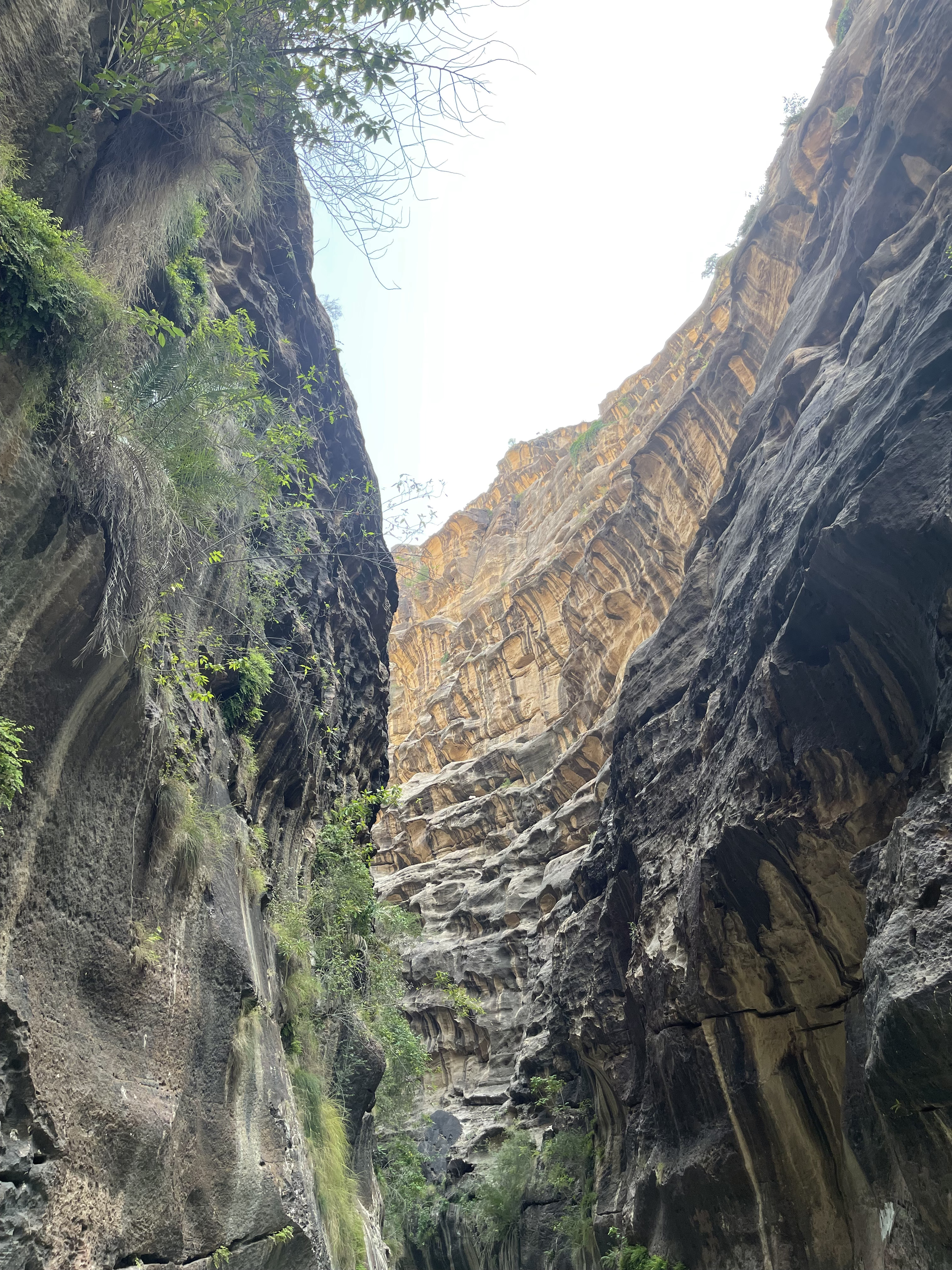
تشكل وادي لجب نتيجة حدوث الانكسار الآسيوي الأفريقي.

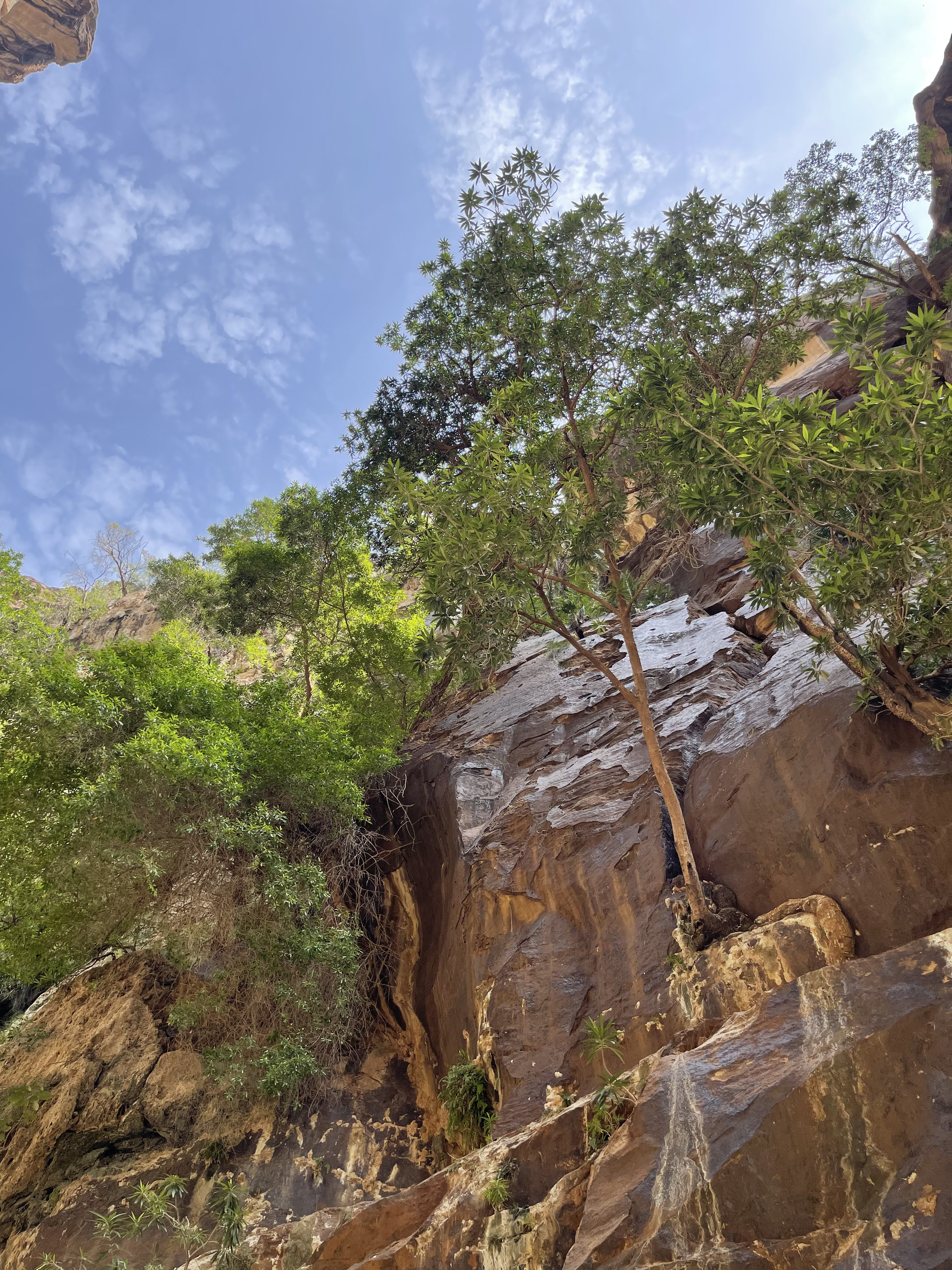
يتميز الوادي بوجود عدد من الأشجار المعلقة على جوانبه.

يرجع تاريخ الوادي لعصر حدوث الانكسار الأفريقي حيث ظهرت جبال ناهضة ذات صخور شديدة الصلابة تختلف عما جاورها من الجبال من حيث التركيب الصخري واللون؛ ذلك الفرق الواضح بين الجبال المطلة على وادي لجب ما يضفي نوعاً من التميز على الجبل وتفرداً واضحاً من حيث الشكل بين الجبال المجاورة له.
ويمتد وادي لجب على شكل أخدود أو صدع انكساري في الطرف الشرقي من جبل «القهر» بطول يصل لنحو 11 كيلو متراً تقريباً متجهاً من الشمال إلى الجنوب ليتقابل هذا الصدع بعد ثلاثة كيلومترات بصدع آخر يمتد لمسافة 2 كيلو متر.

## سياحة
يُعد وادي لجب من أهم المواقع السياحية وأبرزها، ومزاراً يؤمه الزائرون من أبناء المنطقة وغيرها من مناطق المملكة على مدار العام، ويشهد وادي لجب بمحافظة الريث كغيره من المواقع السياحية بمنطقة جازان إقبالاً متزايداً من قوافل الزوار من داخل المنطقة وخارجها.
يمكن للزائر أن يستقل سيارته داخل الوادي مسافة 2 كيلو متر تقريباً من المدخل وسط الوادي ليضيق بعدها ممر الوادي، لتصبح مواصلة السير على الأقدام هي الوسيلة.
يتضمن الموقع عدداً من الشلالات والبحيرات المتناثرة بامتداد الوادي، بالإضافة إلى حدائق الوادي المعلقة الواقعة على جانبي الوادي بكثافة من أشجار النخيل على ارتفاعات قد تصل إلى أكثر من 30 متراً تقريباً وسط أشجار معمّرة تمتدّ جذورها من منتصف حافتي الوادي تقريبا لتصل إلى مجرى المياه في الأسفل.

## اليونسكو
قامت منظمة الأمم المتحدة للتربية والعلم والثقافة (اليونسكو) في سنة 2023م بإدراج وادي لجب كموقع طبيعي إلى جانب عدد من المواقع الأخرى الممتدة من شمال غرب السعودية إلى جنوبها الغربي فيما يُعرف بـ «الملاجئ المناخية الحيوية في غرب شبه الجزيرة العربية» ضمن القائمة المؤقتة وهي الخطوة التي تسبق اعتمادها الرسمي ضمن مواقع التراث العالمي.

## معرض الصور

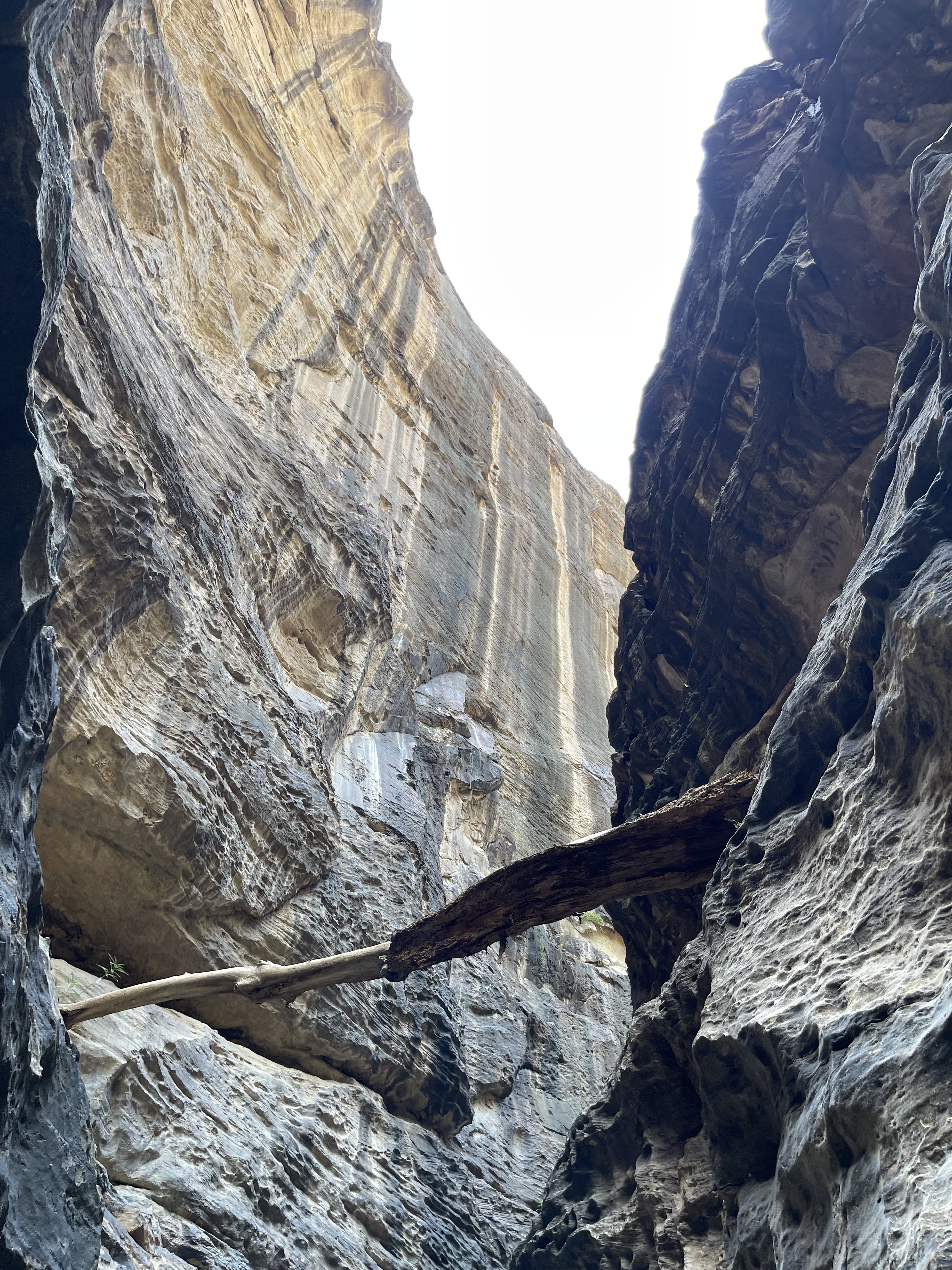
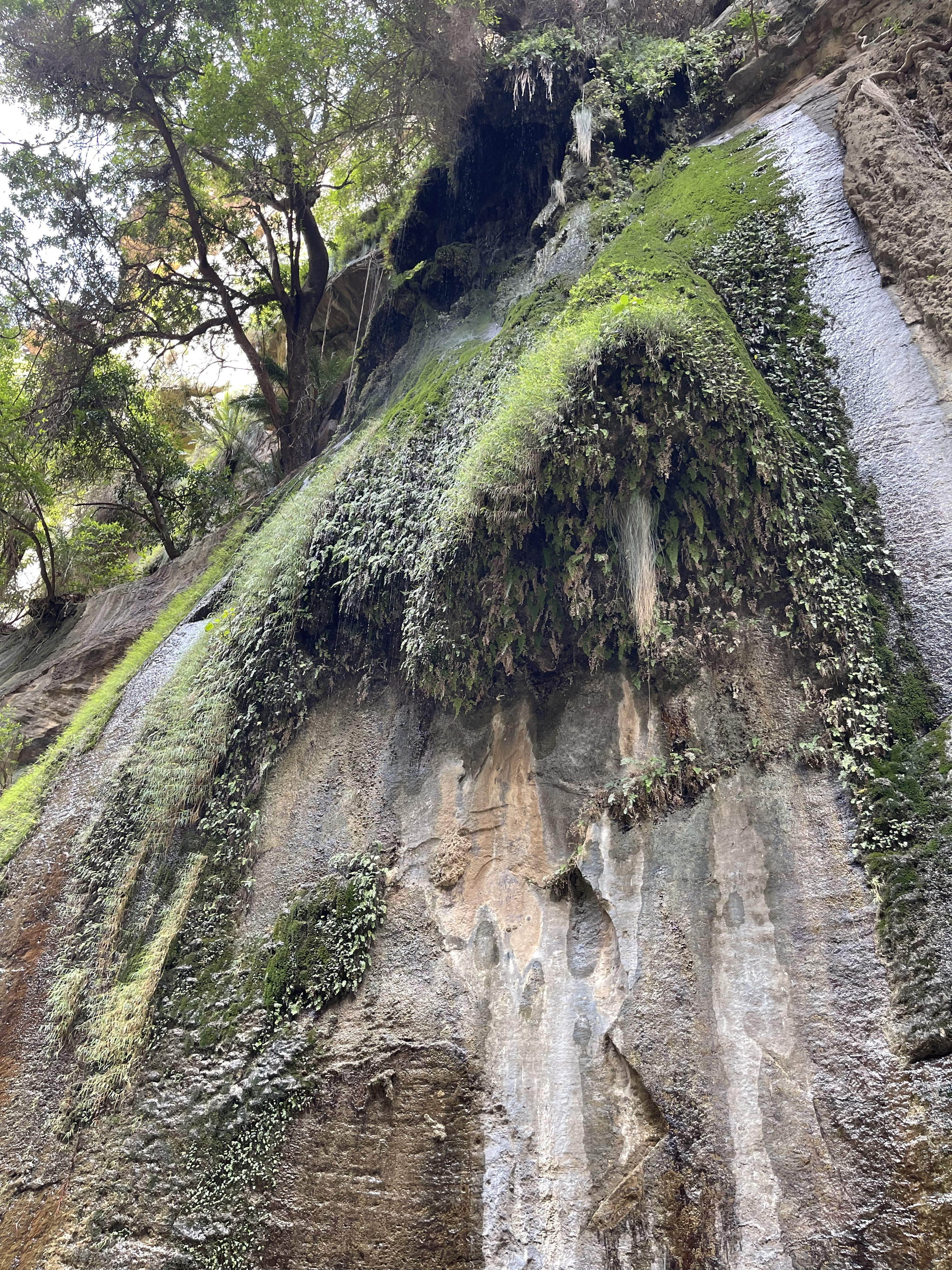
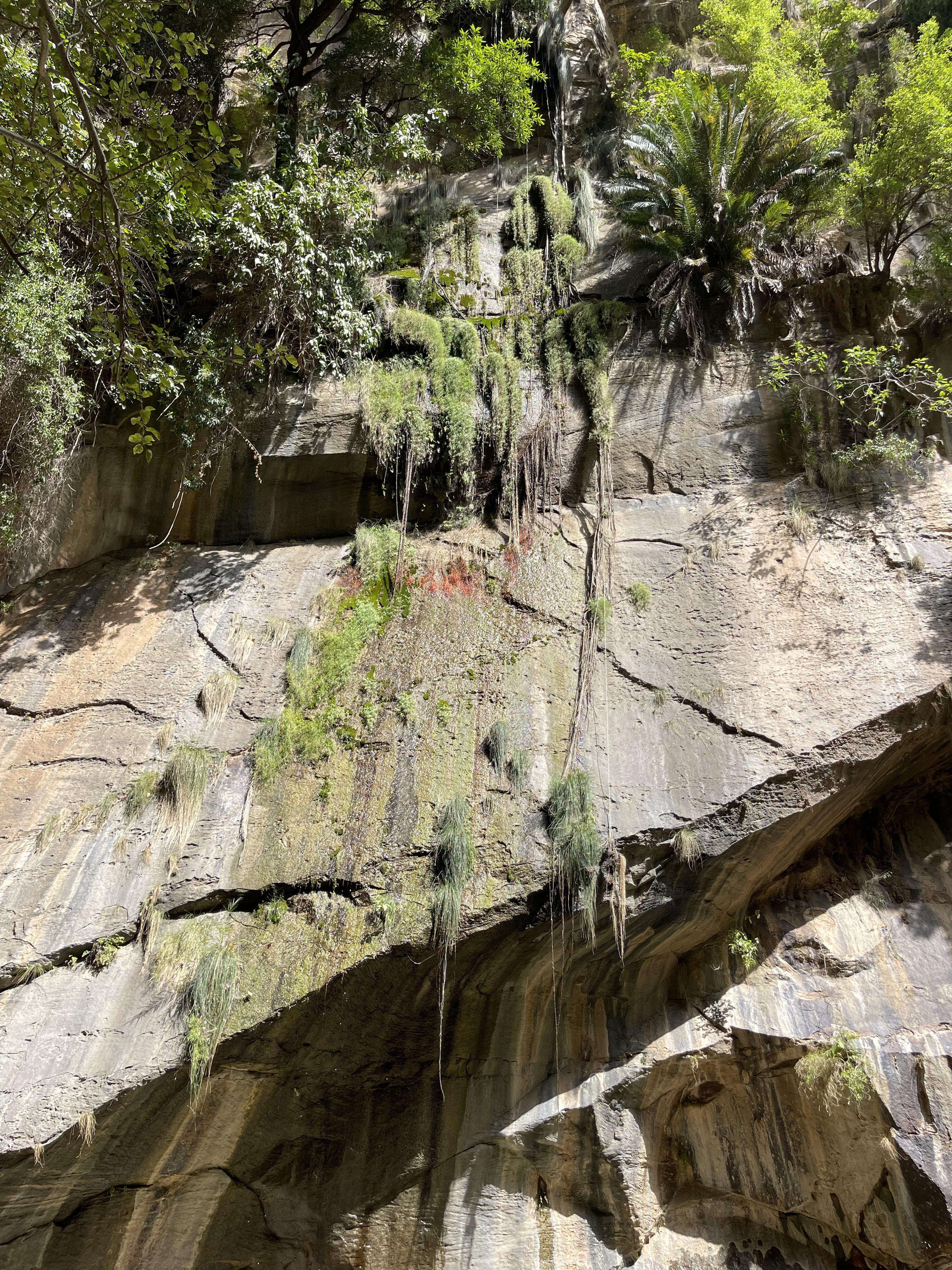
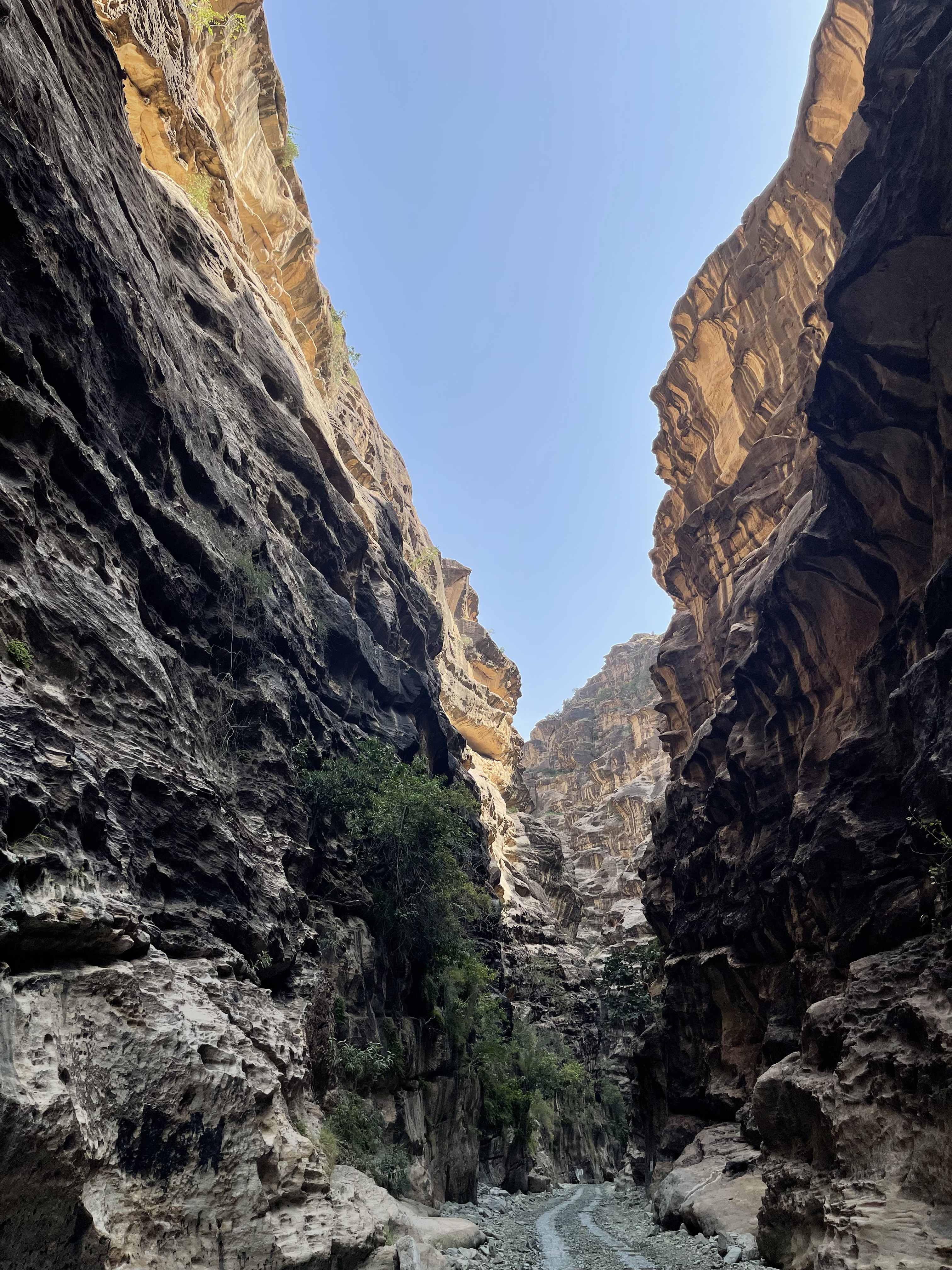
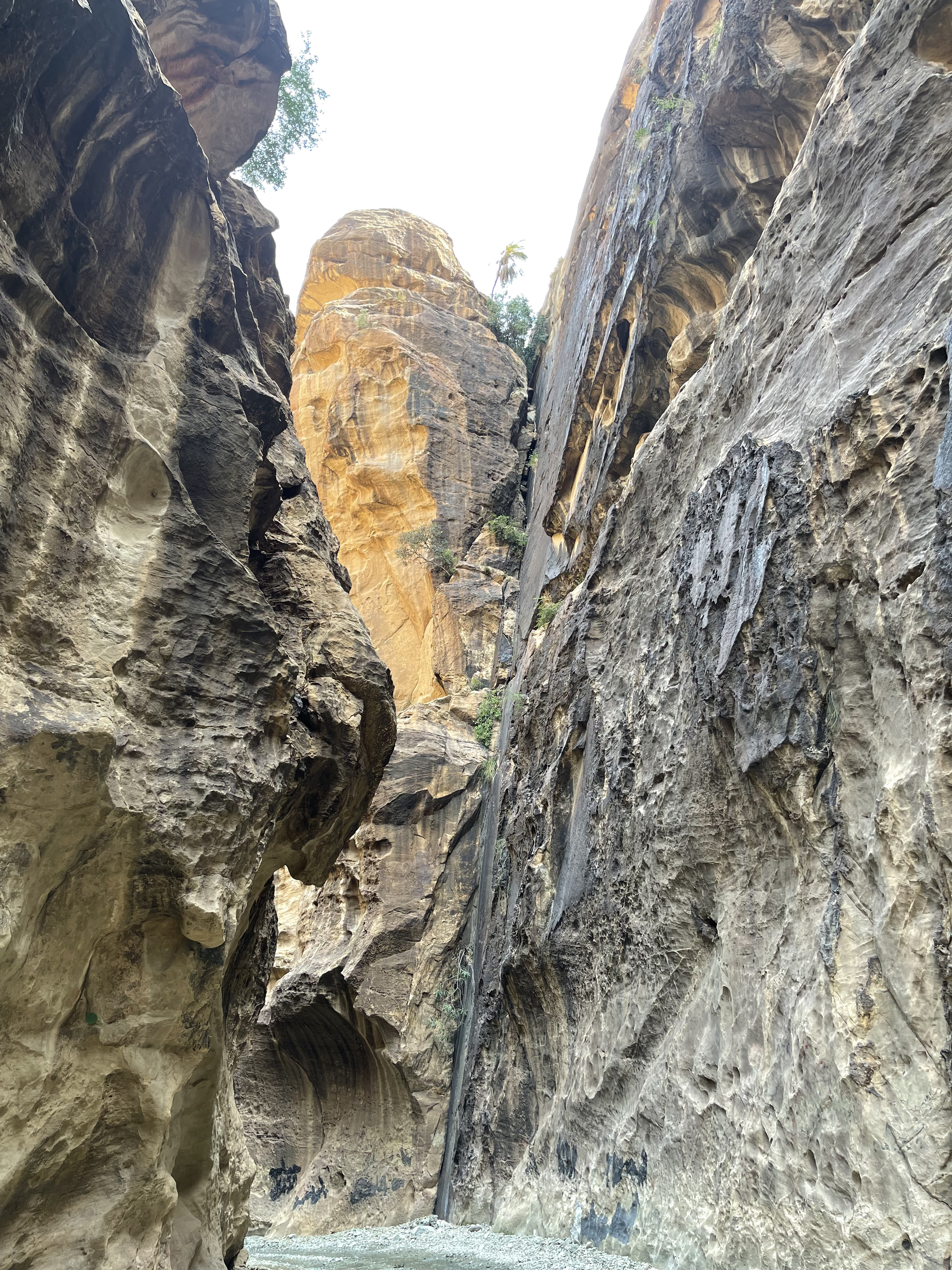